# Sposa son disprezzata
«Sposa son disprezzata» («Soy una esposa menospreciada») es un aria italiana escrita por Geminiano Giacomelli. Forma parte de la ópera Bajazet, un pastiche de Vivaldi.
La música de este aria no fue compuesta por Vivaldi. El aria, originalmente titulada Sposa, non mi conosci («Esposa, no me conoces»), procede de la ópera La Merope de Geminiano Giacomelli (1734), compuesta antes del Bajazet de Vivaldi. En la época de Vivaldi era una práctica frecuente usar arias de otros compositores dentro de obras propias. El propio Vivaldi compuso las arias para los personajes buenos de esta ópera, y usó sobre todo arias de otros compositores para los personajes malos. «Sposa son disprezzata» es cantada por Irene, un personaje secundario.
Recientemente se ha atribuido este aria a Vivaldi como compositor, tal vez porque el álbum If You Love Me (Se tu m’ami): Eightennth-Century Italian Songs de Cecilia Bartoli, que usa la versión de piano del siglo XIX de Alessandro Parisotti, atribuye la obra solamente a Vivaldi.

## Libreto
| Original italiano | Traducción al español |
| --- | --- |
| Sposa son disprezzata, fida son oltraggiata, cieli, che feci mai? E pur egl'è il mio cor il mio sposo, il mio amor, la mia speranza. L'amo ma egl'è infedel spero ma egl'è crudel, morir mi lascierai? O Dio manca il valor valor e la costanza. | Soy una esposa menospreciada, soy una fe ultrajada. Cielos, ¿qué he hecho? Y sin embargo, él es mi corazón, mi marido, mi amor, mi esperanza. Lo amo, pero él es infiel, confío en él, pero es cruel, ¿Me dejará morir? Oh Dios, me falta valor, valor y constancia. |

En la adaptación de los 1880 de Alessandro Parisotti, falta la segunda estanza. Esta adaptación es la más escuchada, por haber sido popularizada por la mezzo-soprano Cecilia Bartoli en el mencionado álbum If You Love Me (Se tu m’ami).

## En la cultura popular
Este tema cierra el episodio 37 (temporada 3, episodio 11) de la serie Los Soprano, titulado Pine Barrens, y abre el episodio 38 (temporada 3, episodio 12), Amour Fou.